# Лиска (Дугополє)
Лиска (хорв. Liska) — населений пункт у Хорватії, у Сплітсько-Далматинській жупанії у складі громади Дугополє.

## Населення
Населення за даними перепису 2011 року становило 56 осіб.
Динаміка чисельності населення поселення: